# Кароліна Динамо
«Кароліна Дина́мо» (англ. Carolina Dynamo) — американський футбольний клуб з міста Ґрінсборо, заснований 1993 року. Виступає у Східній конференції PDL. Домашні матчі приймає на стадіоні «Макферсон Стедіум» в місті Браунс Самміт, місткістю 7 000 глядачів.
Клуб має жіночу команду, яка виступає в національній футбольній лізі серед жінок.